# Ophrys turiana
Ophrys turiana är en orkidéart som beskrevs av J.E.Arnold. Ophrys turiana ingår i ofryssläktet, och familjen orkidéer. Inga underarter finns listade i Catalogue of Life.